# 肥皂荚
肥皂荚（学名：Gymnocladus chinensis）为豆科肥皂荚属下的一个种。